# The All-Consuming
The All-Consuming (englisch Der Allesverzehrende) ist ein Album der Epic-Doom-Band Cross Vault.

## Geschichte
The All-Consuming entstand nach der Veröffentlichung des Debüts. Zeitgleich erweiterte Cross Vault die Besetzung um den Schlagzeuger B. und die vorerst als Live-Musiker hinzugezogenen G. und F. Northern Silence Productions nahm das entstandene Album diesmal direkt in das Verlagsprogramm, anstelle der Veröffentlichung über das Subunternehmen Eyes Like Snow.

## Titelliste
1. Revocable loss: 10:19
2. Simple marksman in the pines: 08:32
3. Amber nights: 05:45
4. The all-consuming: 07:06
5. The words that pierce no soul: 11:22

## Albuminformationen
Das am 9. November 2015 veröffentlichte zweite Studioalbum der Band The All-Consuming enthält fünf separate Stücke, die eine Gesamtspielzeit von 43:04 Minuten haben. Das Cover, eine bräunliche digitale Collage, wurde von Alfred Cheney Johnston gestaltet.
Wie auf dem Debüt handeln auch die Stücke des zweiten Albums von stereotypen Themen des Doom Metal wie „unwiderruflichen Verlust, die Größe des Herzens und die Tiefe des lähmenden Kummers.“ In Abgrenzung zum Debüt sparte die Band literarische Bezüge aus.
Cross Vault spielt auf The All-Consuming Doom Metal der „alles vertrackte oder ‘Power Doom’-artige“ ausspart „und den Pfad der Atmosphäre zur Gänze zu beschreiten“. Der Gesang wird vornehmlich mit klarer Stimme präsentiert. Dabei blieb der Band der Vergleich zu Warning erhalten. „Gesangsmelodien, die Riffing-Techniken und sogar das nüchterne Schlagzeugspiel“ seien unmittelbar dem Repertoire von Warning Album Watching From a Distance entnommen.

## Wahrnehmung
The All-Consuming wurde, im Vergleich zum Debüt, weniger positiv aufgenommen. Für Doom-Metal.com besprach Kevin Baird das Album, nannte die Instrumentalarbeit „oberflächlich und banal“ und den Gesang „fast unerträglich.“ Für Nine Circles wurde das Album hingegen als „solide Doom-Veröffentlichung“ beurteilt, das Potential zur Nachfolge der Gruppe Warning, besäße die Band „[m]it etwas mehr Feinschliff am Gesang und einem strafferen Songwriting“ dennoch. Joxe Schaefer von Crossfire Metal lobte die „relaxte[…] Wärme“ des Albums. Als „ein spätes Jahreshighlight“ wurde The All-Consuming hingegen für Dark Scene beurteilt.